# 아이 하이다라
에이 아이다라(Eye Haïdara, 프랑스어 발음: [ej aidaʁa], 1983년 3월 7일 ~ )는 프랑스의 배우이다.

## 출연 작품
- 세라비, 이것이 인생! - 아델 역